# Pietro Maggi (pittore)

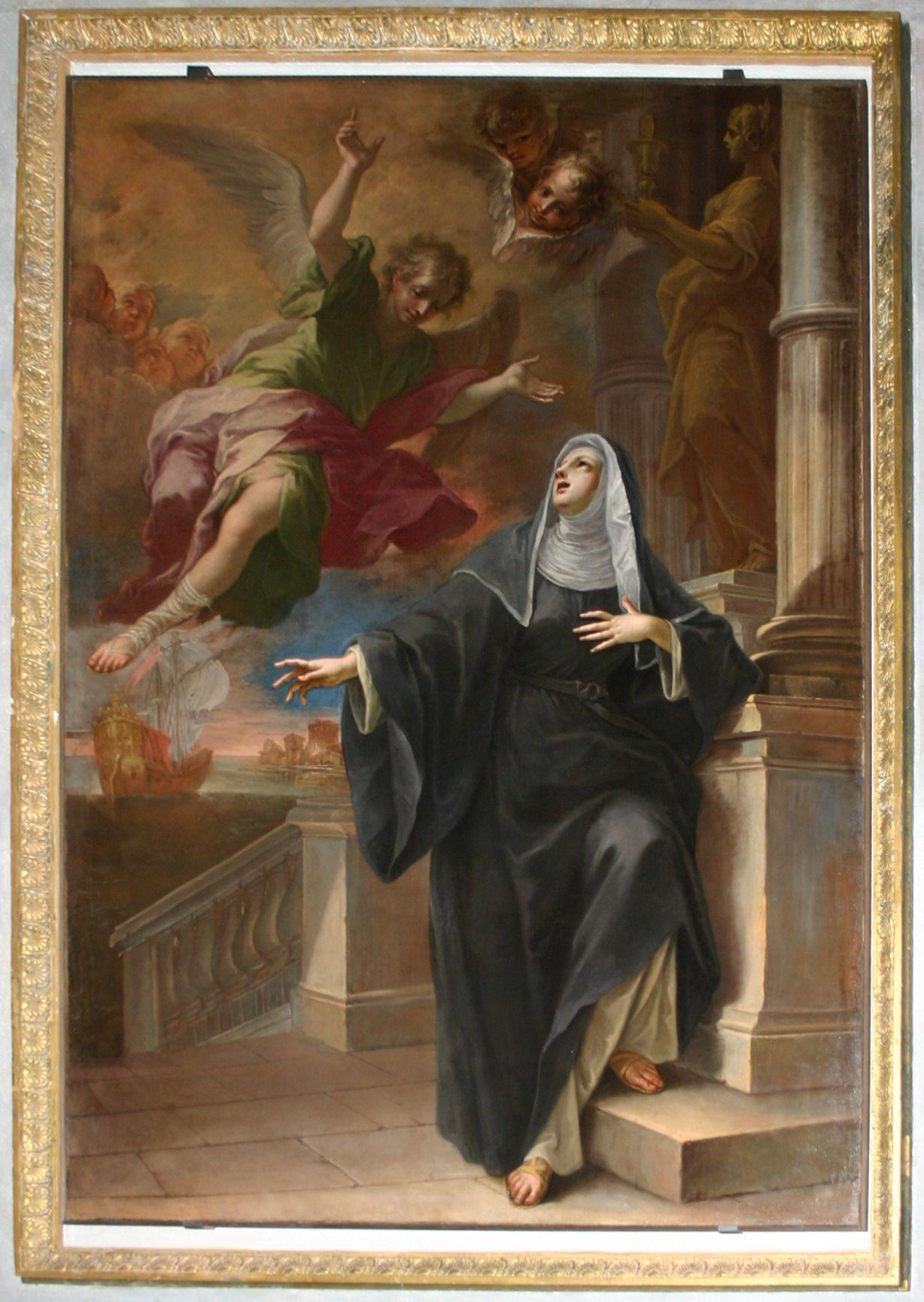
Chiesa di San Marco (Milano): Apparizione dell'angelo a S. Monica, di Pietro Maggi (1714).

Pietro Maggi (Milano, 1660 circa – 1738 circa) è stato un pittore italiano, allievo di Filippo Abbiati.

## Biografia
Gli anni di nascita e di morte non sono noti con precisione. Riguardo alla nascita, essa viene posta almeno negli anni sessanta del XVII secolo, dal momento che nel 1682 il suo nome è già presente tra quelli dei pittori della seconda Accademia Ambrosiana.
Anche l'anno di morte non è noto con precisione. Alla data del 23 aprile 1738 risultava già defunto. L'ultima sua opera conosciuta, due affreschi nella basilica di Sant'Ambrogio sono del 1737-38..
È autore di numerose opere di soggetto sacro, tra l'altro anche nel duomo di Milano, in quello di Monza e nella chiesa di Santa Maria di Canepanova a Pavia.
Tra le sue opere a soggetto profano si segnala:
- Le nozze di Ercole e Ebe, affresco nelle sale superiori di Palazzo Durini a Milano[4]
- I frutti della Guerra, grande medaglia ad affresco nella grande anticamera di palazzo Modignani a Lodi.
- gli affreschi di Palazzo Mezzabarba a Pavia.